# Zabronie
Zabronie – część wsi Barcice w Polsce, położona w województwie małopolskim, w powiecie nowosądeckim, w gminie Stary Sącz, położona ok. 2 kilometry na południe od centrum wsi.
W latach 1975–1998 Zabronie administracyjnie należało do województwa nowosądeckiego.